# Poplaca
Poplaca is een Roemeense gemeente in het district Sibiu.
Poplaca telt 1729 inwoners.